# Elisabeth von Sachsen (1552–1590)

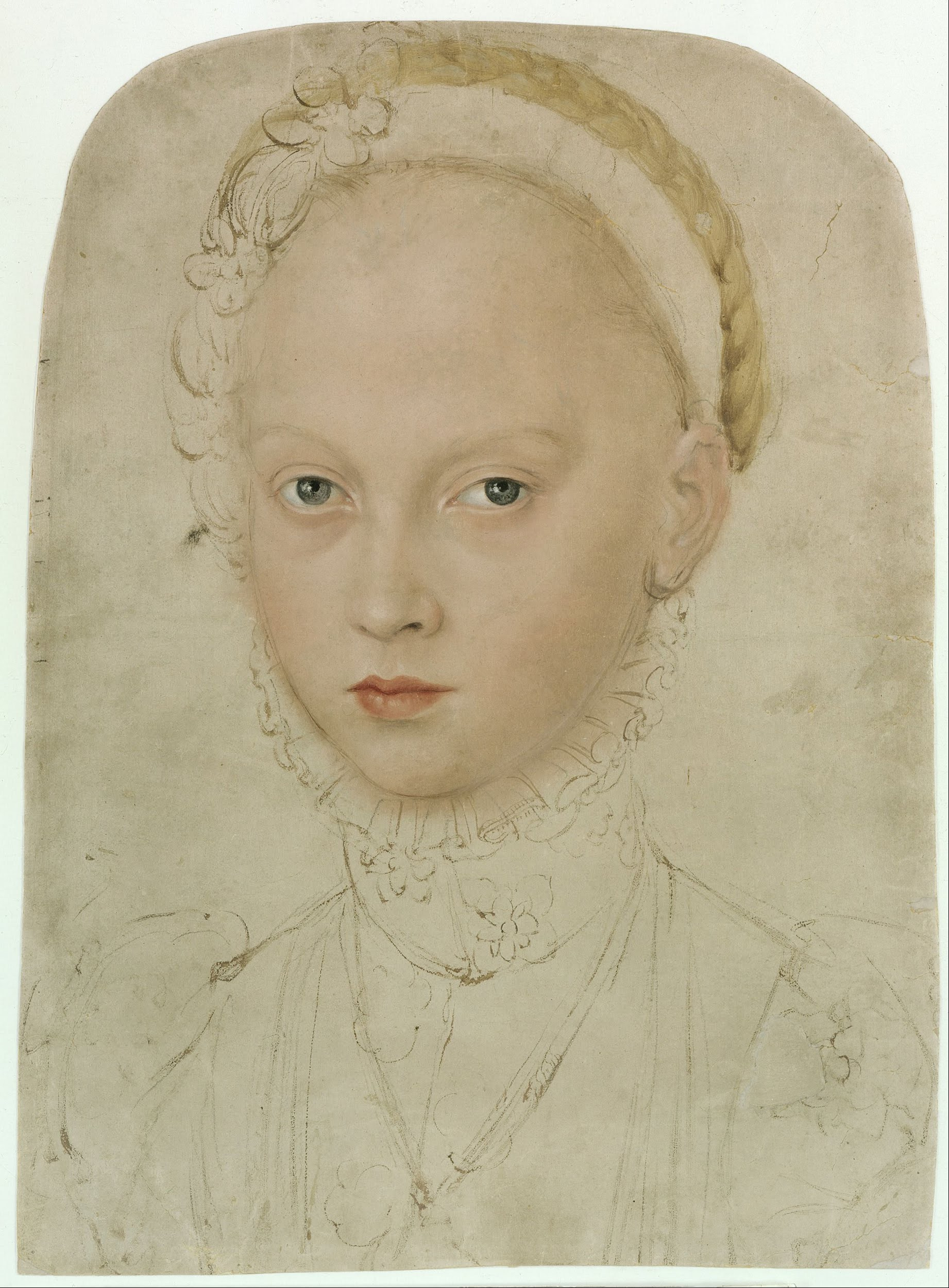
Elisabeth von Sachsen, Pfalzgräfin von Simmern

Elisabeth von Sachsen (* 18. Oktober 1552 in Wolkenstein; † 2. April 1590 in Heidelberg) war eine sächsische Prinzessin aus dem Haus der Wettiner und durch Heirat Pfalzgräfin von Simmern.

## Leben
Elisabeth war eine Tochter des Kurfürsten August von Sachsen (1526–1586) aus dessen Ehe mit Anna (1532–1585), Tochter des Königs Christian III. von Dänemark.
Sie heiratete am 4. Juni 1570 in Heidelberg während des Speyerer Reichstages den Pfalzgrafen Johann Kasimir von Simmern (1543–1592). Durch die Ehe seiner Tochter hatte August versucht, Johann Kasimir als Gegner dessen frankreichfreundlicher calvinistischer Politik auf seine Seite zu ziehen, was allerdings nicht gelang. Die Ehe galt den Katholiken in Deutschland als Provokation gegen die Habsburger, als „Gegenreichstag“ der vereinigten Evangelischen.
Der Calvinist Johann Kasimir versuchte mit „unedler Härte“, den religiösen Widerstand seiner lutherischen Gemahlin zu brechen. Im Oktober 1589 ließ er seine Frau unter dem Vorwand des Ehebruchs und des Mordkomplotts gegen ihren Gemahl verhaften. Auch Elisabeths Bruder, der sächsische Kurfürst Christian I., war von ihrer Schuld überzeugt. Sie starb kurz darauf, inzwischen zur Calvinistin geworden, in Gefangenschaft ihres Mannes und wurde in der Heidelberger Heiliggeistkirche beigesetzt.

## Nachkommen
Aus ihrer Ehe hatte Elisabeth folgende Kinder:
- Sohn (*/† 1573)
- Marie (1576–1577)
- Elisabeth (1578–1580)
- Dorothea (1581–1631)

⚭ 1595 Fürst Johann Georg I. von Anhalt-Dessau (1598–1618)
- Tochter (*/† 1584)
- Tochter (*/† 1585)

## Vorfahren
| Ahnentafel Elisabeth von Sachsen | Ahnentafel Elisabeth von Sachsen                                                    | Ahnentafel Elisabeth von Sachsen                                                    | Ahnentafel Elisabeth von Sachsen                                                           | Ahnentafel Elisabeth von Sachsen                                                    | Ahnentafel Elisabeth von Sachsen                                                   | Ahnentafel Elisabeth von Sachsen                                                            | Ahnentafel Elisabeth von Sachsen                                                                              | Ahnentafel Elisabeth von Sachsen                                                                              |
| -------------------------------- | ----------------------------------------------------------------------------------- | ----------------------------------------------------------------------------------- | ------------------------------------------------------------------------------------------ | ----------------------------------------------------------------------------------- | ---------------------------------------------------------------------------------- | ------------------------------------------------------------------------------------------- | --- | --- |
| Ururgroßeltern                   | Kurfürst Friedrich II. (1412–1464) ⚭ 1431 Margaretha von Österreich (1416–1486)     | König Georg von Podiebrad (1420–1471) ⚭ 1441 Kunigunde von Sternberg (1425–1449)    | Herzog Heinrich IV. zu Mecklenburg (1417–1477) ⚭ 1432 Dorothea von Brandenburg (1420–1491) | Erich II. von Pommern (1425–1474) ⚭ 1451 Sophia von Pommern                         | König Christian I. (1426–1481) ⚭ 1449 Dorothea von Brandenburg (1430–1495)         | Kurfürst Johann Cicero von Brandenburg (1455–1499) ⚭ 1476 Margarete von Sachsen (1449–1501) | Johann IV. von Sachsen-Lauenburg (1439–1507) ⚭ 1464 Dorothea von Brandenburg (1446–1519)                      | Heinrich I. von Braunschweig-Wolfenbüttel (1463–1514) ⚭ 1486 Katharina von Pommern                            |
| Urgroßeltern                     | Herzog Albrecht der Beherzte (1443–1500) ⚭ 1464 Sidonie von Böhmen (1449–1510)      | Herzog Albrecht der Beherzte (1443–1500) ⚭ 1464 Sidonie von Böhmen (1449–1510)      | Herzog Magnus II. (1441–1503) ⚭ 1478 Sophie von Pommern (1460–1504)                        | Herzog Magnus II. (1441–1503) ⚭ 1478 Sophie von Pommern (1460–1504)                 | König Friedrich I. (1471–1533) ⚭ 1502 Anna von Brandenburg (1487–1514)             | König Friedrich I. (1471–1533) ⚭ 1502 Anna von Brandenburg (1487–1514)                      | Herzog Magnus I. von Sachsen-Lauenburg (1470–1543) ⚭ 1509 Katharina von Braunschweig-Wolfenbüttel (1488–1563) | Herzog Magnus I. von Sachsen-Lauenburg (1470–1543) ⚭ 1509 Katharina von Braunschweig-Wolfenbüttel (1488–1563) |
| Großeltern                       | Herzog Heinrich der Fromme (1473–1541) ⚭ 1512 Katharina von Mecklenburg (1487–1561) | Herzog Heinrich der Fromme (1473–1541) ⚭ 1512 Katharina von Mecklenburg (1487–1561) | Herzog Heinrich der Fromme (1473–1541) ⚭ 1512 Katharina von Mecklenburg (1487–1561)        | Herzog Heinrich der Fromme (1473–1541) ⚭ 1512 Katharina von Mecklenburg (1487–1561) | König Christian III. (1503–1559) ⚭ 1525 Dorothea von Sachsen-Lauenburg (1511–1571) | König Christian III. (1503–1559) ⚭ 1525 Dorothea von Sachsen-Lauenburg (1511–1571)          | König Christian III. (1503–1559) ⚭ 1525 Dorothea von Sachsen-Lauenburg (1511–1571)                            | König Christian III. (1503–1559) ⚭ 1525 Dorothea von Sachsen-Lauenburg (1511–1571)                            |
| Eltern                           | Kurfürst August von Sachsen (1526–1586) ⚭ 1548 Anna von Dänemark (1532–1585)        | Kurfürst August von Sachsen (1526–1586) ⚭ 1548 Anna von Dänemark (1532–1585)        | Kurfürst August von Sachsen (1526–1586) ⚭ 1548 Anna von Dänemark (1532–1585)               | Kurfürst August von Sachsen (1526–1586) ⚭ 1548 Anna von Dänemark (1532–1585)        | Kurfürst August von Sachsen (1526–1586) ⚭ 1548 Anna von Dänemark (1532–1585)       | Kurfürst August von Sachsen (1526–1586) ⚭ 1548 Anna von Dänemark (1532–1585)                | Kurfürst August von Sachsen (1526–1586) ⚭ 1548 Anna von Dänemark (1532–1585)                                  | Kurfürst August von Sachsen (1526–1586) ⚭ 1548 Anna von Dänemark (1532–1585)                                  |
| Elisabeth von Sachsen            |                                                                                     |                                                                                     |                                                                                            |                                                                                     |                                                                                    |                                                                                             | | |